# Mario Suárez
Mario Suárez Mata (Madrid, 24 februari 1987) is een Spaans voormaligvoetballer die bij voorkeur als centrale middenvelder speelde.

## Clubvoetbal
Suárez werd op zijn twaalfde opgenomen in de jeugd van Atlético Madrid. Hier speelde hij vanaf 2004 in Atlético B. Op 6 november 2005 maakte hij zijn competitiedebuut in het eerste elftal, tegen Sevilla. Atlético verhuurde Suárez in het seizoen 2006/2007 aan Real Valladolid, dan actief in de Segunda División A. In het seizoen 2007/08 volgde een verhuur aan Celta de Vigo, op dat moment eveneens spelend in de Segunda División A.
Suárez verliet Atlético in de zomer van 2008 en tekende een contract bij RCD Mallorca. Hier groeide hij uit tot basisspeler en werd hij in de volgende twee seizoenen negende en vijfde in de Primera División. Atlético haalde hem daarop in 2010 terug. Dit keer brak hij wel door bij de club. Suárez speelde in de volgende seizoenen meer dan 120 competitiewedstrijden voor Atlético. Hij won in 2012 zowel de UEFA Europa League als de UEFA Super Cup , in 2013 de Copa del Rey en in het seizoen 2013/014 het Spaanse landskampioenschap met de club. Daarnaast behaalde hij met Atlético de finale van de Champions League 2013/14, die verloren ging tegen Real Madrid.
Suárez tekende in juli 2015 een contract tot medio 2015 bij ACF Fiorentina, de nummer vier van de Serie A in het voorgaande seizoen. Hij was onderdeel van een spelersruil met Stefan Savić, waarvoor Atlético Madrid circa €12.000.000,- bijbetaalde. In januari 2016 trok hij naar Watford. Die club verhuurde hem aan Valencia. In 2017 verkaste hij naar Guizhou in China. In 2019 keerde hij terug naar Spanje en tekende Suárez bij Rayo Vallecano, waar hij in 2023 zijn carrière afsloot.

## Nationaal elftal
Suárez won in juli 2006 met het Spaans elftal het EK Onder-19 in Polen. Op het EK bereikte Spanje redelijk simpel de finale door in de groepsfase Turkije (5-3), Schotland (4-0) en Portugal (1-1) achter zich te houden en in de halve finale van Oostenrijk te winnen (5-0). In de finale werd uiteindelijk met 2-1 gewonnen van Schotland door twee doelpunten van Alberto Bueno. Suárez scoorde in de groepsronde tegen Schotland. In 2004 was Suárez al verliezend finalist op het EK Onder-17. In 2007 nam hij deel aan het WK Onder-20 in Canada. Suárez scoorde in de tweede groepswedstrijd tegen Zambia.

## Clubstatistieken
| seizoen                              | club              | land              | competitie         | duels | goals |
| ------------------------------------ | ----------------- | ----------------- | ------------------ | ----- | ----- |
| 2005/06                              | Atlético Madrid   | Vlag van Spanje   | Primera División   | 4     | 0     |
| 2006/07                              | → Real Valladolid | Vlag van Spanje   | Segunda División A | 23    | 3     |
| 2007/08                              | → Celta de Vigo   | Vlag van Spanje   | Segunda División A | 26    | 2     |
| 2008/09                              | Real Mallorca     | Vlag van Spanje   | Primera División   | 26    | 0     |
| 2009/10                              | Real Mallorca     | Vlag van Spanje   | Primera División   | 34    | 5     |
| 2010/11                              | Atlético Madrid   | Vlag van Spanje   | Primera División   | 27    | 2     |
| 2011/12                              | Atlético Madrid   | Vlag van Spanje   | Primera División   | 28    | 0     |
| 2012/13                              | Atlético Madrid   | Vlag van Spanje   | Primera División   | 29    | 1     |
| 2013/14                              | Atlético Madrid   | Vlag van Spanje   | Primera División   | 17    | 0     |
| 2014/15                              | Atlético Madrid   | Vlag van Spanje   | Primera División   | 20    | 1     |
| 2015/16                              | ACF Fiorentina    | Vlag van Italië   | Serie A            | 9     | 1     |
| 2015/16                              | Watford FC        | Vlag van Engeland | Premier League     | 15    | 0     |
| 2016/17                              | → Valencia CF     | Vlag van Spanje   | Primera División   | 5     | 1     |
| Totaal                               | Totaal            | Totaal            | Totaal             | 263   | 16    |
| Laatst bijgewerkt op 11 oktober 2016 |                   |                   |                    |       |       |

## Erelijst
| Competitie                |                 |                 |                 |                 |
| Competitie                | Aantal          | Jaren           |                 |                 |
| Atlético Madrid           | Atlético Madrid | Atlético Madrid | Atlético Madrid | Atlético Madrid |
| ------------------------- | --------------- | --------------- | --------------- | --------------- |
| UEFA Europa League        | 1x              | 2011/12         |                 |                 |
| UEFA Super Cup            | 2x              | 2010, 2012      |                 |                 |
| Kampioen Primera División | 1x              | 2013/14         |                 |                 |
| Copa del Rey              | 1x              | 2012/13         |                 |                 |
| Supercopa de España       | 1x              | 2014            |                 |                 |
| Spanje -19                |                 |                 |                 |                 |
| Europees kampioen -19     | 1x              | 2006            |                 |                 |